# 東京都立田柄高等学校
東京都立田柄高等学校（とうきょうとりつたがらこうとうがっこう）は、東京都練馬区光が丘二丁目にある公立の高等学校。

## 概要
本校南側には秋の陽公園、北西側には光が丘公園と、緑に囲まれた環境にある。
1988年までは普通科のみであった。ただし、1学年を3つの専科「美術」「書道」「音楽」に特化したクラス構成が成されており、各項目の授業のコマは他クラスよりも多く組み込まれていた。
1989年よりコース制となり、「日本文化コース」「外国文化コース」「理数コース」の3コースが設置された。日文・外文コースは女子が、理数コースは男子が圧倒的に多かった。
2008年入学生より、普通科3クラス、「外国文化コース」2クラスとなる。「外国文化コース」は女子生徒の比率が高い。
主要3教科全部で習熟度別授業が導入されているほか、大学入試のための補習や小論文個別指導、面接指導などがおこなわれている。また、長期休業中には漢検や英検の対策講習も開かれる。夏休みには英語合宿も実施している。
校舎は、昇降口が二階、中庭や吹き抜けが設置されるなど凝った設計が施されている。また、校舎と別棟（それぞれ二階部分）が渡り廊下で繋がってアーチ状になっており、生徒は毎日その下をくぐって登下校することになる。
2008年より日本文化コースと理数コースが廃止され、普通科となる（外国文化コースは存続）。
2022年より外国文化コースが廃止され、普通科のみとなる。

## 沿革
- 1980年 - 開校
- 1989年 - 制服を改定
- 1989年 - コース制を実施　日本文化コース、外国文化コース、理数コースが始まる。
- 2000年 - 創立20周年記念式典挙行。
- 2008年 - 日本文化コース、理数コースの募集を停止、普通科・普通科外国文化コースの生徒が入学
- 2010年 - 日本文化コース、理数コース最後の卒業生が卒業
- 2010年 - 創立30周年記念式典挙行
- 2011年 - 制服を改定
- 2020年 - 制服を改定
- 2022年 - 外国文化コースの募集を停止、普通科の生徒が入学

## コース制
日本文化コース（2009年度まで）
国語や社会科の授業に比重を置き、読解力、表現力の向上を目標とする。反面、理数科目の授業が少なく、大学進学希望者は選択科目で理数科目を履修する等の注意が必要。コース独自行事として、歌舞伎・狂言・能などの鑑賞教室を実施。
外国文化コース（2023年度まで）
英語の4技能（「話す」「聞く」「読む」「書く」）をバランスよく学習し、コミュニケーション能力を高めることを目標とする。必修科目がすべて少人数制で行われているのが特徴的。また、三年間オーラルコミュニケーションの授業が有る。日本文化コースと同じく、理数科の授業が少ない。コース独自行事として、オペラ鑑賞を実施。
理数コース（2009年度まで）
理数科の授業に比重を置き、地質調査などの体験学習を積極的に行うことで、理数的思考力、情報処理能力を身につけることを目標とする。国語や社会科の授業が少ない。コース独自行事として、日本科学未来館の見学が行われる。理化学研究所への見学も行った年もある。通年女子生徒は少ない傾向にあり、男子生徒のみでクラス編成された年度もある。

## 交通
出典 : 
電車
- 都営地下鉄大江戸線光が丘駅より徒歩13分
- 東京メトロ有楽町線・副都心線地下鉄赤塚駅より徒歩18分
- 東武鉄道東上線下赤塚駅より徒歩18分

バス
- 西武バス練47 「田柄高校」下車。
- みどりバス北町ルート 「田柄高校北」下車、徒歩3分。
- 国際興業バス光01・光02 「光が丘秋の陽小学校」下車、徒歩3分。

## 著名な出身者
- 大槻ケンヂ（ミュージシャン）
- 川村かおり（ミュージシャン） ※中退
- 冨水明（フリーライター）
- 春風亭一蔵（落語家）
- 原島大地（中国語版）（俳優）